# آئرو بوئرو ای‌بی-۱۱۵
آئرو بوئرو ای‌بی-۱۱۵ (به انگلیسی: Aero_Boero_AB-115) یک هواگرد ملخ‌پیشین تک‌موتوره از نوع آموزشی سبک ساخت شرکت Aero Boero است. هواگرد آئرو بوئرو ای‌بی-۱۱۵ نخستین پروازش را در مارس ۱۹۶۹ میلادی انجام داد. این هواگرد در سال ۱۹۷۰ میلادی رسماً معرفی گردید و در سال‌های ژوئیه ۱۹۶۹ – ۱۹۷۳ تولید شده‌است. در مجموع تعداد ۷۰ فروند از این هواگرد تولید شده‌است.